# Farang

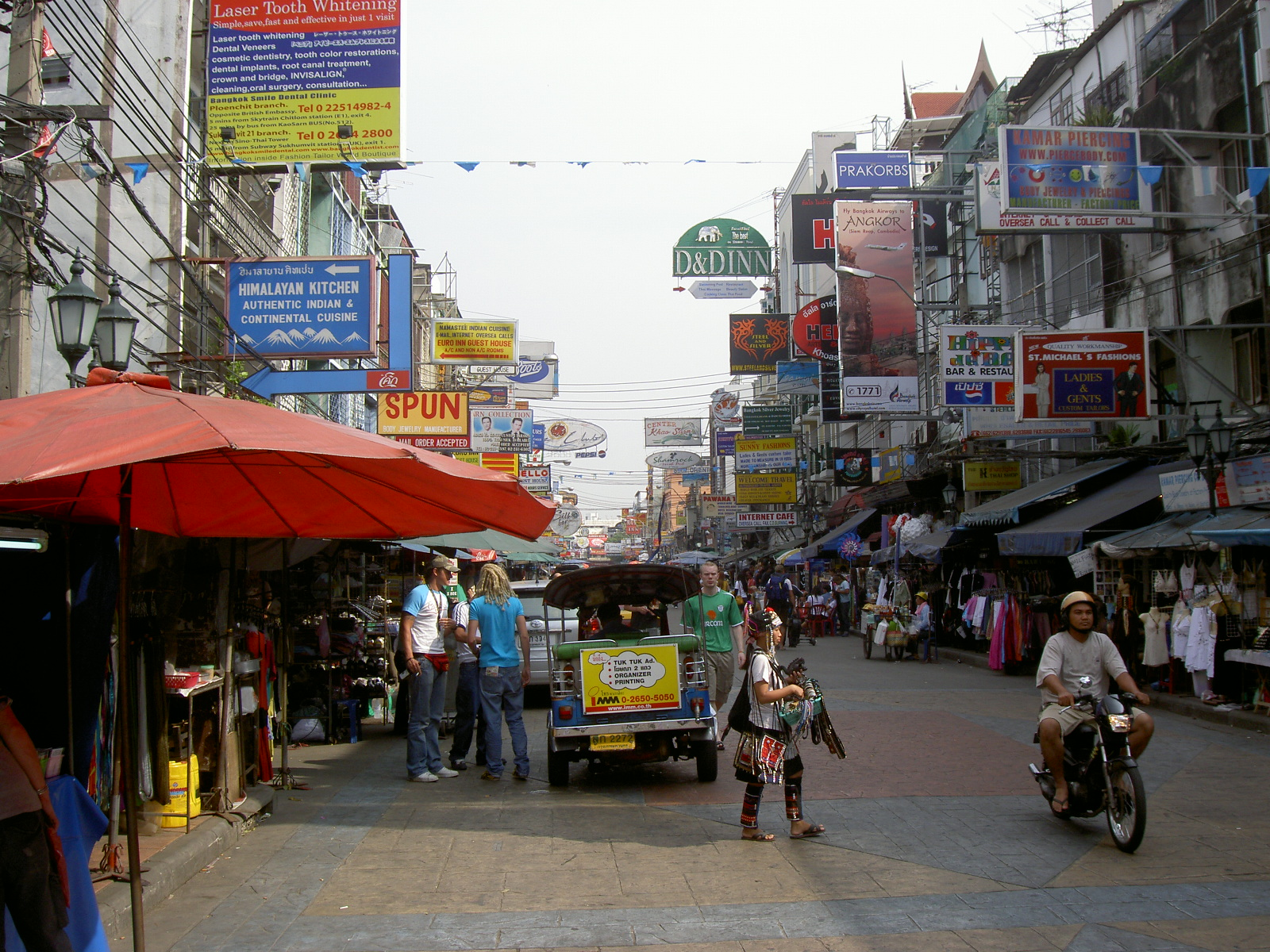
Ośrodek turystyczny na ulicy Thanon Khao San w centrum Bangkoku kojarzony jest z farang

Farang (pers. ‏فرنگ‎; tadż. фарангӣ, farangi – przestarzałe słowo o znaczeniu „cudzoziemski”) – perskie słowo używane w stosunku do Franków. We współczesnej Azji używa się tego słowa w odniesieniu do Europejczyków. W ciągu Średniowiecza muzułmanie i w szczególności Persowie posługiwali się słowem Frangistan (pers. ‏فرنگستان‎) jako określeniem Europy Zachodniej lub chrześcijańskiej. Słowo farang weszło do codziennego słownictwa innych języków Azji, a zwłaszcza do potocznego języka tajskiego (taj. ฝรั่ง faràŋ lub potocznie falàŋ), gdzie oznacza określenie osób białej rasy bez względu na ich pochodzenie. Czasami ma to słowo zabarwienie negatywne i uchodzi za etnofaulizm.

## Literatura
- Michał Pauli: Szczur. Farang znaczy białas. Kielce: Na stronie, 2015. ISBN 978-83-63264-08-6. Brak numerów stron w książce